# Lord Arthur Grenville
Arthur Grenville, gentilhomme anglais, est un personnage de  La Comédie humaine d'Honoré de Balzac.
Fils aîné de Lord Grenville, il vient en 1802 en France, à Montpellier, pour se guérir d'une maladie de poitrine, et il devient médecin autodidacte. Il est séquestré en 1803 en France lorsque Napoléon Ier arrête tous les Anglais en représailles de la rupture du paix d'Amiens. Arthur tombe amoureux de Julie d'Aiglemont lors d'une rencontre fortuite au bord de la Loire. Il devient le médecin de Julie avec le consentement de son mari, Victor d'Aiglemont, en 1821, à Moncontour. Julie met cependant fin à leur idylle naissante en renvoyant Arthur. Il meurt en 1823, après un effort héroïque pour ne pas compromettre l'honneur de Julie.
Pour les références, voir :